# Tugendbund
 (septembre 2016).
Si vous disposez d'ouvrages ou d'articles de référence ou si vous connaissez des sites web de qualité traitant du thème abordé ici, merci de compléter l'article en donnant les références utiles à sa vérifiabilité et en les liant à la section « Notes et références ».
Le Tugendbund (en français « Ligue de la Vertu ») est une association allemande active entre 1808 et 1815 dans le but d'exalter les vertus nationales allemandes et de libérer la Prusse du joug français.

## Histoire
À la suite du traité de Tilsit et de la décision du roi de Prusse de s’allier avec Napoléon Ier, les penseurs et philosophes allemands cherchent à régénérer le royaume de Prusse en profondeur et à le rendre capable de vaincre Napoléon. Plusieurs sociétés secrètes sont alors créées, dont les plus importantes ont été la Tugendbund de tendance libérale, la Gesetzlose Gesellschaft (« Société anarchique de Berlin »), de tendance modérée, et la Deutsche Bund (« Ligue allemande »), composée de républicains ardents et intransigeants. 
Trois loges maçonniques de Königsberg sont à l’origine de la Tugendbund, officiellement nommée « Société scientifique et morale » (Sittlich-wissenschaftlicher Verein). Bien que ses statuts soient approuvés par Frédéric-Guillaume III le 30 juin 1808, cette association rencontre l’hostilité de Stein, et finit par être interdite par Napoléon, puis par le roi en décembre 1809. 
La ligue entre alors en clandestinité, et vise les milieux étudiants et militaires. Nombre de ses membres parviennent aux plus hautes fonctions du royaume, et ses idées inspirent les réformes administratives, économiques et militaires que connait alors la Prusse.
Elle compte parmi ses membres Ferdinand von Schill et beaucoup des officiers qui prennent part au soulèvement d'avril-mai 1809. En 1813, elle voit ses idées triompher lorsque la défection de Yorck entraîne le pays à briser l’alliance avec Napoléon. La défaite de ce dernier à Leipzig amène l’Allemagne à prendre conscience de la force que lui procurerait son unité.
La société est définitivement dissoute par le gouvernement prussien en 1815 en raison de ses tendances libérales.